# 錦林息公共運輸交匯處
錦林息公共運輸交匯處（英語：Klemzig Interchange），前稱錦林息站（英語：Klemzig Station），是南澳州阿德萊德O-Bahn巴士專線的中途站。

## 歷史
錦林息公共運輸交匯處屬於O-Bahn第一期工程，於1986年3月2日正式啓用，由時任州長潘龍忠（John Bannon）主持開幕儀式；直至3月9日才正式通車使用。此站是O-Bahn由阿德萊德市中心出發的第一個車站，位於柯士文機利士道（OG Road）的東邊。
此站興建目的是，與外環線巴士路線交匯。但由於此站巴士停靠位置比其餘交匯處短，不少O-Bahn路線在繁忙時間以特急（Express）名義「飛站」。本站共有29條O-Bahn路線停靠，包括前往屋登（Oakden）的路線。此站是唯一一個O-Bahn交匯處不設巴士專線離開本站。

## 外部連結
维基共享资源上的相關多媒體資源：錦林息公共運輸交匯處